# Zubač
Zubač är en kulle i Bosnien och Hercegovina.   Den ligger i entiteten Federationen Bosnien och Hercegovina, i den sydvästra delen av landet, 90 km väster om huvudstaden Sarajevo. Toppen på Zubač är 925 meter över havet.
Terrängen runt Zubač är huvudsakligen kuperad, men norrut är den platt. Terrängen runt Zubač sluttar västerut. Närmaste större samhälle är Drežnica, 8,3 km söder om Zubač. 
Omgivningarna runt Zubač är en mosaik av jordbruksmark och naturlig växtlighet. Runt Zubač är det ganska tätbefolkat, med 93 invånare per kvadratkilometer.